# ANBO VIII
ANBO VIII là một loại máy bay ném bom/trinh sát của Litva, do Antanas Gustaitis thiết kế và chế tạo tại Karo Aviacijos Tiekimo Skyrius.

## Quốc gia sử dụng
- Litva

## Tính năng kỹ chiến thuật
Dữ liệu lấy từ Bảo tàng Hàng không Litva
Đặc tính tổng quan
- Kíp lái: 2
- Chiều dài: 9,5 m (31 ft 2 in)
- Sải cánh: 13,5 m (44 ft 3 in)
- Diện tích cánh: 30 m2 (320 foot vuông)
- Trọng lượng rỗng: 2.300 kg (5.071 lb)
- Trọng lượng cất cánh tối đa: 3.700 kg (8.157 lb)
- Động cơ: 1 × Bristol Pegasus XVIII , 690 kW (930 hp)

Hiệu suất bay
- Vận tốc cực đại: 411 km/h (255 mph; 222 kn)
- Vận tốc có thể điều khiển nhỏ nhất: 113 km/h (70 mph; 61 kn)
- Trần bay: 9.000 m (29.528 ft)

Vũ khí trang bị

- Súng: 5 × Súng máy Browning.303 in (7.7 mm)
- Bom: 600kg